# Angers Loire Métropole
Pour les articles homonymes, voir ALM.
Angers Loire Métropole (ALM) est une communauté urbaine française située dans le département de Maine-et-Loire et la région Pays de la Loire créée le 1er janvier 2016, qui succède à la communauté d'agglomération d'Angers Loire Métropole.
Cette structure intercommunale ne constitue pas une métropole au sens de la réforme des collectivités territoriales françaises et de l'acte III de la décentralisation.
La communauté urbaine est organisée autour de la ville d'Angers et fait partie du syndicat mixte pôle métropolitain Loire Angers, anciennement Pays Loire-Angers. Elle est également membre du pôle métropolitain Loire-Bretagne.
En 2022, Angers Loire Métropole rassemble 308 806 habitants sur 666,7 km2. Il s’agit de la quatrième intercommunalité du grand ouest au regard de la population après celles de Nantes, Rennes et Rouen.
Elle est la deuxième intercommunalité du Grand ouest au regard de la superficie, avec 666,7 km2 après Rennes Métropole (705 km2).

## Historique
En 1968, dix communes de l’agglomération d’Angers prennent l’initiative de demander à l’État la création d’un district urbain. Le 2 septembre 1968, le préfet de Maine-et-Loire crée par arrêté préfectoral le district urbain d'Angers.
Entre 1970 et 1994, quatre communes rejoignent le district : Écouflant, Pellouailles-les-Vignes, Le Plessis-Grammoire et Saint-Jean-de-Linières. Le 1er janvier 1994, ce sont quatorze communes qui intègrent le district urbain, qui devient le district de l'agglomération angevine : Béhuard, Briollay, Feneu, La Meignanne, Mûrs-Erigné, Le Plessis-Macé, Saint-Clément-de-la-Place, Saint-Lambert-la-Potherie, Saint-Léger-des-Bois, Saint-Martin-du-Fouilloux, Saint-Sylvain-d’Anjou, Savennières, Soucelles, Villevêque ; rejointes en 1995 par Sarrigné.
La loi no 99-586 du 12 juillet 1999 supprime l’existence légale des districts d’agglomérations et permet leur transformation en communauté d’agglomération. Le 31 décembre 2000, le district de l’agglomération d’Angers est transformé en communauté d’agglomération et prend le nom de communauté d’agglomération du Grand Angers, puis à partir du 1er janvier 2005, d’Angers Loire Métropole.
À la disparition des communautés de communes Sud Loire et Secteur des Ponts-de-Cé, le 1er janvier 2005, c'est au tour des communes de Soulaines-sur-Aubance et des Ponts-de-Cé d'intégrer la communauté d'agglomération d'Angers Loire Métropole,.
Le 1er janvier 2012, les communes d'Écuillé et de Soulaire-et-Bourg quittent la communauté de communes de Loir-et-Sarthe pour rejoindre la communauté d'agglomération Angers Loire Métropole,.
Dans le cadre de la loi de réforme des collectivités territoriales du 16 décembre 2010, fin 2011 est engagée une procédure pour intégrer la commune de Saint-Jean-de-la-Croix à la communauté d'agglomération Angers Loire Métropole, précédemment membre de la communauté de communes Loire-Aubance,. Malgré un avis défavorable des différents conseils municipaux, la préfecture arrête en mai 2013 le rattachement à compter du 1er janvier 2014 pour mettre fin à la discontinuité géographique,,. Début décembre, le juge des référés du tribunal administratif de Nantes prononce la suspension de l'arrêté.
En 2012, Angers Loire Métropole s'associe avec d'autres agglomérations de l'Ouest, Brest, Nantes, Rennes et Saint-Nazaire, qui créent le pôle métropolitain Loire-Bretagne. Son rôle est de renforcer les liens dans les domaines du développement économique, des infrastructures de transports, de la promotion du développement durable et de l’innovation.
En 2013, le syndicat mixte Pays Loire-Angers, auquel adhère Angers Loire Métropole, devient pôle métropolitain Loire-Angers ; structure qui conserve les mêmes missions.
En septembre 2015, l'intercommunalité modifie ses statuts en vue de sa transformation en communauté urbaine, ce qui permettrait une dotation globale de fonctionnement plus importante.
Le 21 décembre 2015, Pruillé rejoint Angers Loire Métropole.
Le 1er janvier 2016, la communauté d'agglomération Angers Loire Métropole devient la communauté urbaine Angers Loire Métropole. À la même date, les quatre communes de La Meignanne, La Membrolle-sur-Longuenée, Le Plessis-Macé et Pruillé se regroupent pour former la commune nouvelle de Longuenée-en-Anjou, et les communes de Pellouailles-les-Vignes et Saint-Sylvain-d'Anjou, la commune nouvelle de Verrières-en-Anjou.
Le schéma départemental de coopération intercommunale de Maine-et-Loire, approuvé le 22 janvier 2016 par la commission départementale de coopération intercommunale, envisage l'extension d'Angers Loire Métropole à Loire-Authion à partir du 1er janvier 2017. Cette extension prend effet le 1er janvier 2018.
Le 1er janvier 2019, Soucelles et Villevêque fusionnent pour constituer Rives-du-Loir-en-Anjou et Saint-Jean-de-Linières et Saint-Léger-des-Bois pour constituer Saint-Léger-de-Linières.

## Territoire communautaire

### Géographie
La communauté urbaine Angers Loire Métropole se situe au centre du département de Maine-et-Loire, autour de la ville d'Angers.
Sa superficie est de 666,7 km2 (66 672 hectares), et son altitude varie de 0 mètre (Trélazé) à 102 mètres (La Membrolle-sur-Longuenée et Saint-Clément-de-la-Place).

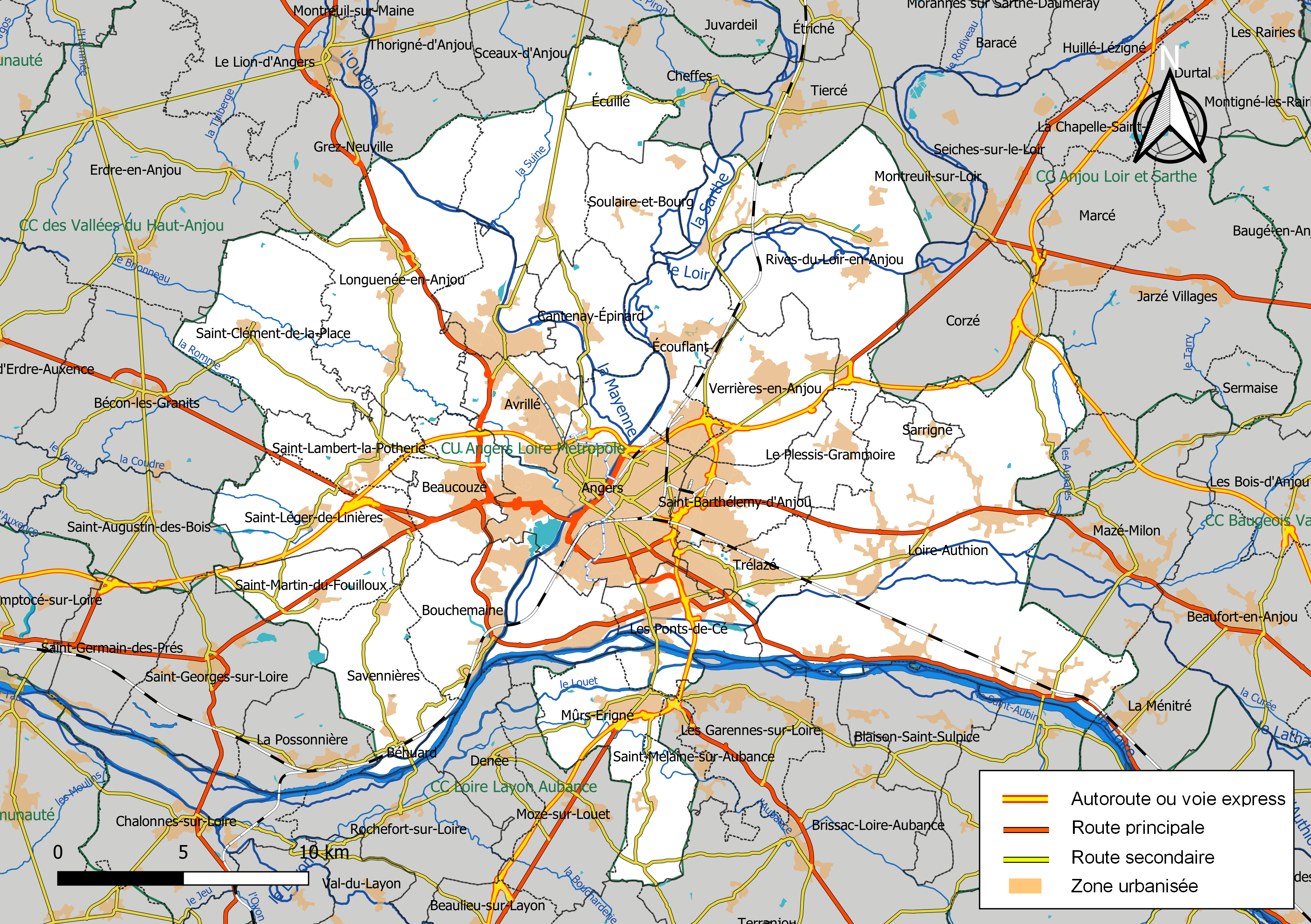
Carte de l'intercommunalité Angers Loire Métropole au 1er janvier 2019.

### Composition

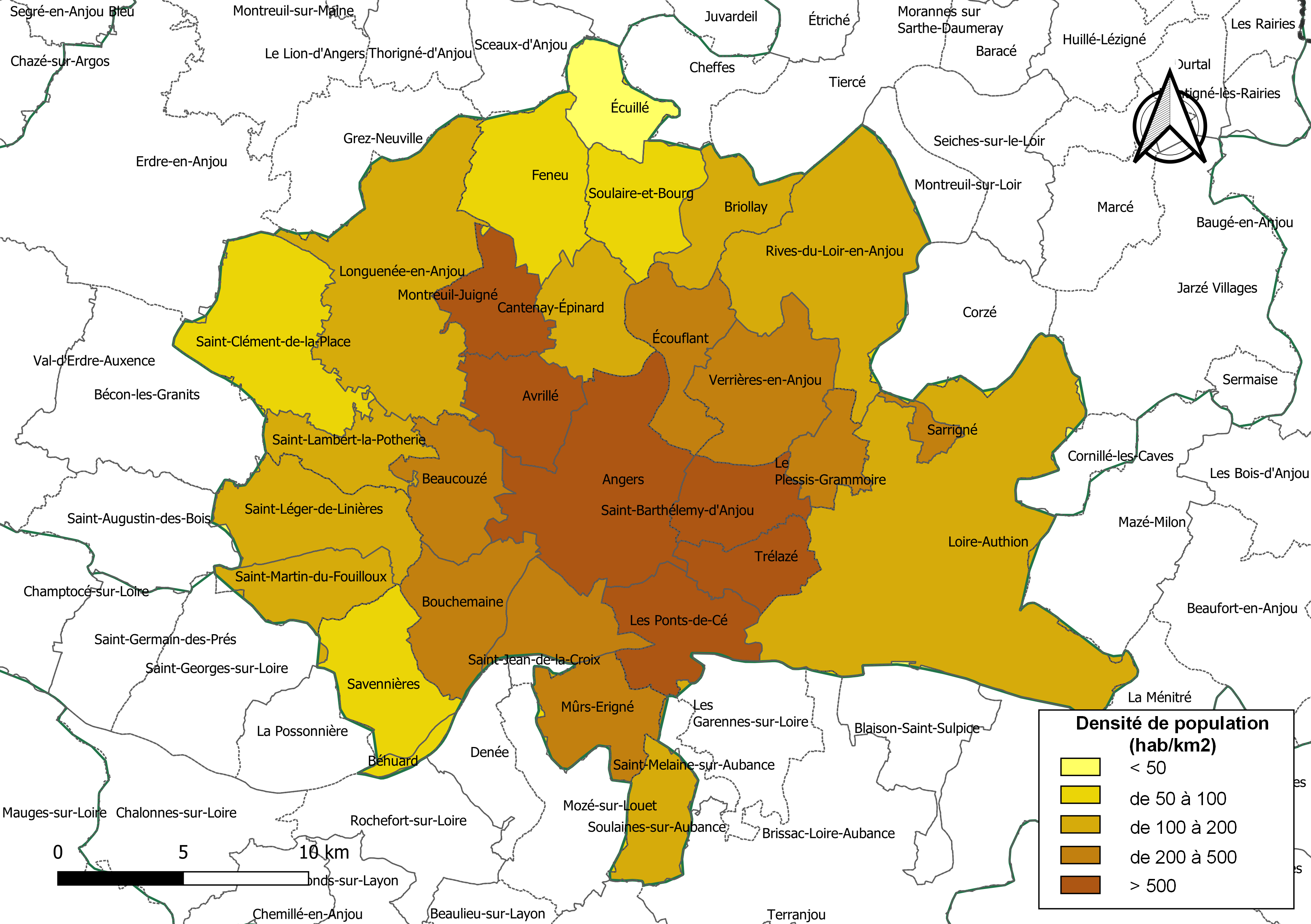
Carte des densités de population (millésimée 2016) des communes de l'intercommunalité Angers Loire Métropole. Composition en communes au 1er janvier 2019.

En 2022, la communauté urbaine est composée des 29 communes suivantes :

| Nom                       | Code Insee | Gentilé          | Superficie (km2) | Population (dernière pop. légale) | Densité (hab./km2) |
| ------------------------- | ---------- | ---------------- | ---------------- | --------------------------------- | ------------------ |
| Angers (siège)            | 49007      | Angevins         | 42,71            | 157 555 (2022)                    | 3 689              |
| Avrillé                   | 49015      | Avrillais        | 15,84            | 15 225 (2022)                     | 961                |
| Beaucouzé                 | 49020      | Beaucouzéens     | 19,34            | 5 618 (2022)                      | 290                |
| Béhuard                   | 49028      | Béhuardais       | 2,21             | 119 (2022)                        | 54                 |
| Bouchemaine               | 49035      | Bouchemainois    | 19,81            | 6 635 (2022)                      | 335                |
| Briollay                  | 49048      | Briollaytains    | 14,28            | 3 193 (2022)                      | 224                |
| Cantenay-Épinard          | 49055      | Cantenaysiens    | 16,1             | 2 397 (2022)                      | 149                |
| Écouflant                 | 49129      | Écouflantais     | 17,02            | 4 614 (2022)                      | 271                |
| Écuillé                   | 49130      | Éculéens         | 12,55            | 661 (2022)                        | 53                 |
| Feneu                     | 49135      | Fanouins         | 25,52            | 2 216 (2022)                      | 87                 |
| Loire-Authion             | 49307      | Loire-Authiens   | 113,66           | 16 588 (2022)                     | 146                |
| Longuenée-en-Anjou        | 49200      | Longuenéens      | 53,5             | 6 453 (2022)                      | 121                |
| Montreuil-Juigné          | 49214      | Montreuillais    | 13,81            | 7 811 (2022)                      | 566                |
| Mûrs-Erigné               | 49223      | Erimûrois        | 17,29            | 6 172 (2022)                      | 357                |
| Le Plessis-Grammoire      | 49241      | Plessiais        | 9,14             | 2 649 (2022)                      | 290                |
| Les Ponts-de-Cé           | 49246      | Ponts-de-Céais   | 19,55            | 12 863 (2022)                     | 658                |
| Rives-du-Loir-en-Anjou    | 49377      |                  | 47,23            | 5 642 (2022)                      | 119                |
| Saint-Barthélemy-d'Anjou  | 49267      | Bartholoméens    | 14,58            | 9 496 (2022)                      | 651                |
| Saint-Clément-de-la-Place | 49271      | Clémentais       | 33,23            | 2 139 (2022)                      | 64                 |
| Saint-Lambert-la-Potherie | 49294      | Lambertois       | 13,81            | 2 961 (2022)                      | 214                |
| Saint-Léger-de-Linières   | 49298      |                  | 24,08            | 3 860 (2022)                      | 160                |
| Saint-Martin-du-Fouilloux | 49306      | Foliosains       | 14,82            | 1 693 (2022)                      | 114                |
| Sainte-Gemmes-sur-Loire   | 49278      | Gemmois          | 14,83            | 3 617 (2022)                      | 244                |
| Sarrigné                  | 49326      | Sarrignéens      | 2,97             | 891 (2022)                        | 300                |
| Savennières               | 49329      | Saponariens      | 21,01            | 1 351 (2022)                      | 64                 |
| Soulaines-sur-Aubance     | 49338      | Soulainois       | 12,72            | 1 344 (2022)                      | 106                |
| Soulaire-et-Bourg         | 49339      | Soleirébourgiens | 18,08            | 1 477 (2022)                      | 82                 |
| Trélazé                   | 49353      | Trélazéens       | 12,2             | 15 620 (2022)                     | 1 280              |
| Verrières-en-Anjou        | 49323      | Verrois          | 24,83            | 7 946 (2022)                      | 320                |

### Démographie
| 1968    | 1975    | 1982    | 1990    | 1999    | 2006    | 2011    | 2016    | 2022    |
| ------- | ------- | ------- | ------- | ------- | ------- | ------- | ------- | ------- |
| 191 586 | 219 017 | 237 526 | 256 811 | 276 888 | 282 777 | 283 523 | 293 701 | 308 806 |

### Logement
On comptait en 2019, sur le territoire de la communauté urbaine, 156 504 logements, pour un total sur le département de 400 508. 92,1 % étaient des résidences principales (90,1 % sur le département) et 46,8 % des ménages en étaient propriétaires (60,3 % sur le département).

### Revenus
En 2019, le revenu fiscal médian par ménage sur la communauté urbaine était de 22 040 €, pour une moyenne sur le département de 21 300 €.

## Organisation

### Siège

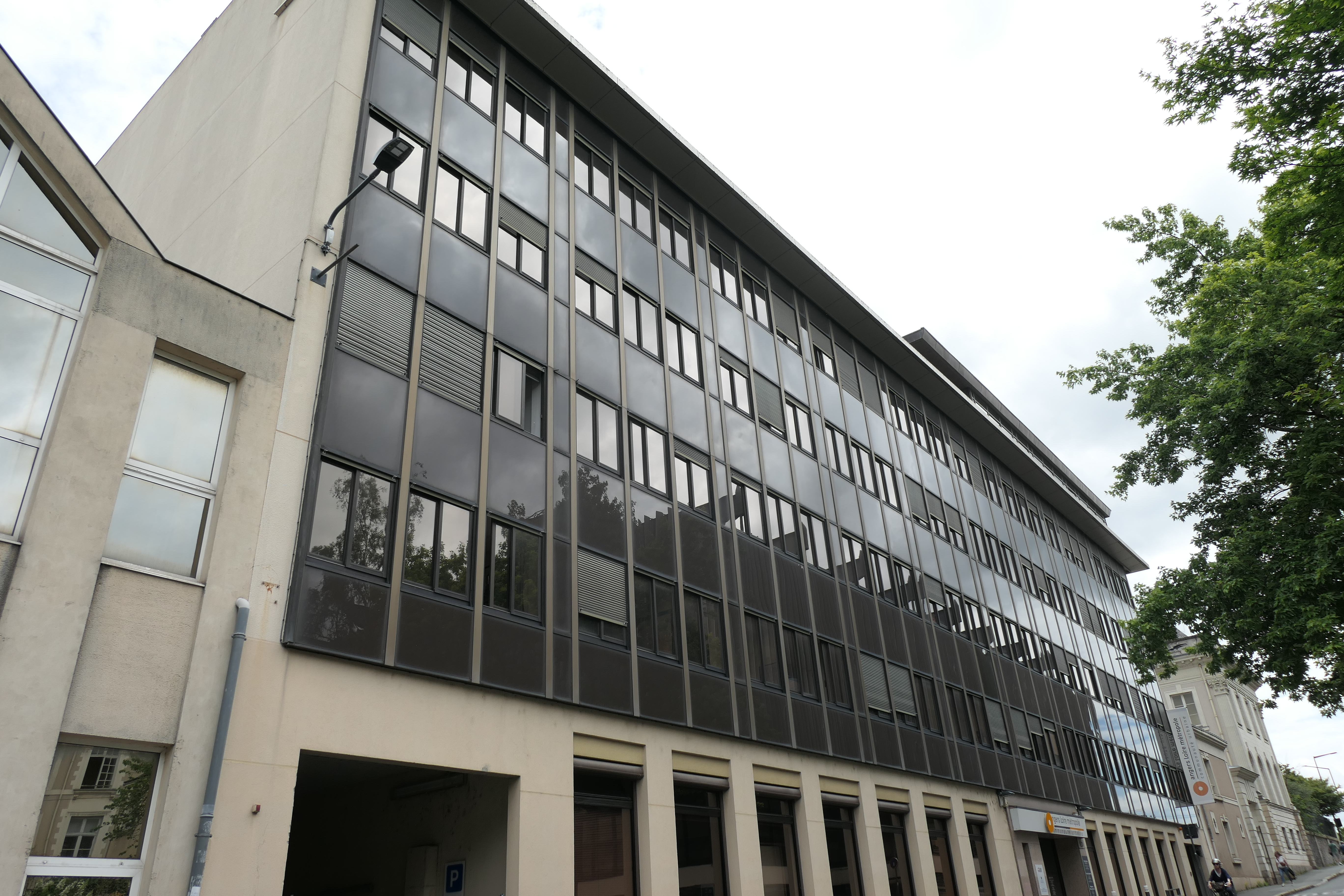
Siège d'Angers Loire Métropole.

Le siège de la communauté urbaine est situé 83 rue du Mail à Angers.

### Élus
Pour la mandature 2020-2026, le conseil communautaire est composé de 90 membres répartis en fonction de la population des communes de la manière suivante : 
- 43 délégués pour Angers ;
- 4 délégués pour Avrillé, Loire-Authion, Trélazé ;
- 3 délégués pour  Les Ponts-de-Cé ;
- 2 délégués pour Beaucouzé, Bouchemaine, Longuenée-en-Anjou, Montreuil-Juigné,
 Mûrs-Érigné, Rives-du-Loir-en-Anjou, Saint-Barthélemy-d'Anjou, Verrières-en-Anjou ;
- 1 délégué et son suppléant pour les 16 autres communes.

Au terme des élections municipales de 2020 en Maine-et-Loire, le conseil communautaire a réélu le 17 juillet 2020 son président, Christophe Béchu, alors maire d'Angers, ainsi que 15 vice-présidents.
À la suite de sa nomination au gouvernement, Christophe Béchu annonce en juillet 2022 sa démission du mandat de président d'Angers Loire Métropole. Le 12 septembre 2022, Jean-Marc Verchère, nouveau maire d'Angers, est élu président et le bureau communautaire est remanié :
1. Roselyne Bienvenu, maire-adjointe d'Angers, chargée de la cohésion territoriale, de l'habitat et des ressources humaines ;
2. Corinne Bouchoux, conseillère municipale d'Angers, chargée de la transition écologique et des mobilités,
3. Jean-Charles Prono, maire de Loire-Authion, chargé des solidarités et des gens du voyage,
4. Yves Gidoin, conseiller municipal d'Angers, chargé de l'emploi et du développement économique,
5. Roch Brancour, maire-adjoint d'Angers, chargé de l'urbanisme et du logement,
6. Véronique Maillet, maire de Bouchemaine, chargée du tourisme et des équipements communautaires,
7. Jean-Louis Demois, maire d'Écuillé, chargé des déchets et de l'économie circulaire,
8. Jean-Paul Pavillon, maire des Ponts-de-Cé, chargé du cycle de l'eau, de la gestion des milieux aquatiques et de la prévention des inondations,
9. M. Dominique Bréjean, maire de Saint-Barthélemy-d'Anjou, chargé de l'agriculture et de l'alimentation,
10. Caroline Houssin-Salvetat, maire d'Avrillé, chargée des parcs et jardins communautaires et de la biodiversité,
11. Lamine Laham, maire de Trélazé, chargé des bâtiments communautaires et des constructions scolaires,
12. Franck Poquin, maire de de Saint-Léger-de-Linières, chargé des énergies,
13. Benoît Pilet, maire-adjoint d'Angers, chargé des relations internationales,
14. Constance Nebbula, conseillère municipale d'Angers, chargée du territoire intelligent, de l'enseignement supérieur et de la recherche,
15. Jacques-Olivier Martin, maire-adjoint d'Angers, chargé de la voirie communautaire et des réseaux de chaleur.

### Liste des présidents
| Période           | Période           | Identité              | Étiquette                               | Qualité |
| ----------------- | ----------------- | --------------------- | --------------------------------------- | --- |
| janvier 2001      | avril 2014        | Jean-Claude Antonini, | PS                                      | Maire d'Angers (1998 → 2012) Conseiller régional (1998 → 2010) Conseiller général du canton d'Angers-Est (1988 → 1998) |
| avril 2014,       | 12 septembre 2022 | Christophe Béchu      | UMP puis LR (2014-2017) Horizons (2021) | Maire d'Angers (2014 → 2022 ; depuis 2024) Sénateur de Maine-et-Loire (2011 → 2017) Président du conseil général de Maine-et-Loire (2004 → 2014) Ministre de la Transition écologique et de la Cohésion des territoires (2022 → 2024) Démissionnaire à la suite de sa nomination au gouvernement |
| 12 septembre 2022 | 7 octobre 2024    | Jean-Marc Verchère    | MoDem                                   | Maire d'Angers (2022 → 2024) |
| 7 octobre 2024    | En cours          | Christophe Béchu      | Horizons                                | Maire d'Angers (2014 → 2022 ; depuis 2024) |

### Compétences
Angers Loire Métropole est une communauté urbaine, c'est-à-dire une structure intercommunale très intégrée, qui exerce de très importantes compétences qui lui ont été transférées par les communes membres, dans les conditions déterminées par le code général des collectivités territoriales.
Certaines compétences sont communes à toutes les communautés urbaines. Il s'agit de : 
- Développement et aménagement économique, social et culturel de l’espace communautaire :
  - Développement économique : zones d'activité, actions de développement économique, en s’appuyant notamment sur une agence de développement économique ;
  - Établissements culturels, socioculturels, socio-éducatifs, sportifs reconnus d'intérêt communautaire ;
  - Construction et aménagement des écoles publiques ;
  - Lycées et collèges ;
  - Soutien aux actions de développement de l’enseignement supérieur et de la recherche ou de l'innovation, dont les programmes de soutien et d’aides aux établissements d’enseignement supérieur et de recherche et aux programmes de recherche ;
  - Tourisme ;
- Aménagement de l’espace communautaire : 
  - Planification urbaine : schéma de cohérence territoriale (SCoT) et plan local d’urbanisme intercommunal (PLUI) et documents d’urbanisme assimilés ;
  - Opérations d’aménagement d’intérêt communautaire, au sens de l’article L. 300-1 du code de l’urbanisme[40] ;
  - Constitution de réserves foncières au profit des communes et de la communauté urbaine ;
  - Autorité organisatrice de la mobilité ;
  - Création, aménagement et entretien de voirie; signalisation, parcs et aires de stationnement, plan de déplacements urbains (PDU)
  - Études diverses en s’appuyant notamment sur l’Agence d’urbanisme de la région angevine (AURA) ;
- Équilibre social de l’habitat sur le territoire communautaire : programme local de l’habitat (PLH), politique du logement, aides financières et actions en faveur du logement social, actions en faveur du logement des personnes défavorisées ;
- Politique de la ville : diagnostic du territoire et définition des orientations du contrat de ville, dispositifs contractuels de développement urbain, local, d’insertion économique et social et dispositifs locaux de prévention de la délinquance, ainsi que les programmes d’actions définis dans le contrat de ville :
- Gestion des services d’intérêt collectif : Assainissement et eau (potable), eaux pluviales, cimetières, crématoriums et sites cinéraires, abattoirs, abattoirs marchés et marchés d’intérêt national, participation financière au fonctionnement du service départemental d'incendie et de secours (SDIS) ;
- Énergie : contribution à la transition énergétique, réseaux de chaleur ou de froid urbains, concessions de la distribution publique d’électricité et de gaz, infrastructures de charge de véhicules électriques, éclairage public ;
- Protection et mise en valeur de l’environnement et de politique du cadre de vie : déchets des ménages et déchets assimilés, lutte contre la pollution de l’air et les nuisances sonores, actions de maîtrise de la demande d’énergie, gestion des milieux aquatiques et prévention des inondations (GEMAPI), espaces verts d'intérêt communautaire
- aires d’accueil des gens du voyage ;

Les communes membres ont également transféré volontairement à la communauté urbaine certaines compétences. Il s'agit de :
- Archéologie préventive ;
- Prévention du risque d’inondation ainsi que la gestion et la protection de la ressource en eau et des milieux aquatiques.

### Institutions liées
Plusieurs structures dépendent en totalité ou en partie de l’intercommunalité : l'agence de développement économique Angers-Loire-Développement (ALDev), la société de gestion de l'aéroport Angers-Marcé, la SPL Destination Angers, l'usine de traitement des déchets Biopole, le réseau de transports IRIGO, etc. La communauté urbaine est également partenaire de l'association Angers Technopole et de l'association La Maison de l'emploi d'Angers.
La communauté urbaine participe également au financement de l'Agence d'urbanisme de la région angevine (AURA) ; dont les autres partenaires financiers sont l’État, le pôle métropolitain Loire Angers et la ville d'Angers.
Angers Loire Métropole participe également à des actions régionales, notamment dans le cadre du syndicat mixte pôle métropolitain Loire-Bretagne, ensemble formé avec les métropoles de Brest, Nantes, et Rennes.

### Régime fiscal et budget
La communauté urbaine est un établissement public de coopération intercommunale à fiscalité propre.
Afin de financer l'exercice de ses compétences, l'intercommunalité perçoit la fiscalité professionnelle unique (FPU) – qui a succédé à la taxe professionnelle unique (TPU) – et assure une péréquation de ressources entre les communes résidentielles et celles dotées de zones d'activité.
Elle collecte également la taxe d'enlèvement des ordures ménagères (TEOM), qui finance ce service public, ainsi que la taxe de séjour.
Angers Loire Métropole reverse une  dotation de solidarité communautaire (DSC) à ses communes membres.

## Identité visuelle

Ancien logotype.
Actuel logotype

## Projets et réalisations
Conformément aux dispositions légales, une communauté urbaine a pour objet d'associer « au sein d'un espace de solidarité, pour élaborer et conduire ensemble un projet commun de développement urbain et d'aménagement de leur territoire  ».

### Tourisme
La communauté urbaine participe à la société publique locale Destination Angers chargée de la promotion du territoire par le tourisme et de l'exploitation de sites et d’événements, comme le centre de congrès ou le parc des expositions.

### Territoire intelligent
La communauté urbaine a engagé une démarche d'évolution en « territoire intelligent » (en référence à la notion de ville intelligente). Ce projet a été initié en décembre 2018. Les objectifs principaux du projet de territoire intelligent visent à "l'amélioration et à l'optimisation des services publics ainsi qu'à l'accélération de la transition écologique".
Un consortium d’entreprises réunissant Engie, La Poste, Suez et le groupe VYV s'est vu confier ce marché le 12 novembre 2019. Il prévoit concrètement la mise en place d’une plateforme de monitoring urbain pour une gestion pilotée de l'arrosage des espaces verts, du chauffage, de l'éclairage urbain, etc. Son objectif est également de proposer des services publics pilotés par les nouvelles technologies et de proposer de nouveaux services. Ainsi, l’installation ou la connexion de capteurs existants permettront de fournir des informations sur la fluidité du trafic ou les places de parkings disponibles.